# Bernard Chaix
Pour les articles homonymes, voir Chaix (homonymie).
Bernard Chaix, né le 6 janvier 1965 à Nice, est un homme politique français.
Membre des Républicains jusqu'en 2024, lorsqu'il rejoint l'UDR, il est élu député de la troisième circonscription des Alpes-Maritimes lors des élections législatives anticipées de 2024. Il est également conseiller municipal de Nice de 2020 à 2024 et conseiller départemental des Alpes-Maritimes depuis 2021.

## Biographie
Bernard Chaix naît le 6 janvier 1965 à Nice. Il est commerçant spécialisé dans la vente de tapis et de moquettes, entreprise familiale depuis 1936. En 2007, il est élu président de la CGPME des Alpes-Maritimes.

### Parcours politique
Conseiller municipal de Nice, Bernard Chaix est élu le 1er juillet 2021 conseiller départemental des Alpes-Maritimes du canton de Nice-8 et devient vice-président chargé de l'insertion, l'emploi et le commerce.
Candidat lors des élections législatives de 2024 dans la 3e circonscription des Alpes-Maritimes sur la liste d'Éric Ciotti, les Républicains à droite, soutenue par le Rassemblement national, il est élu au second tour avec 28 884 voix (53,71%), opposé à la candidate Nouveau Front populaire Laure Quignard (46,29%),,.
Il rejoint l'Union des droites pour la République et en devient trésorier en octobre 2024.

## Détail des fonctions et mandats

### Mandat électif national
- Depuis le 8 juillet 2024 : député de la 3e circonscription des Alpes-Maritimes